# 金城交流道
24°58′31.1″N 121°27′18.4″E / 24.975306°N 121.455111°E
金城交流道是國道三號興建中的交流道，位於台灣新北市土城區，指標為39k。因位於土城清水地區而計畫名為清水交流道，但為了避免與台中市的清水交流道混淆，以及其銜接道路為金城路，故改稱為金城交流道。

## 周邊設施
- 土城醫院（委託財團法人長庚醫院經營）

## 工程現況
- 行政院公共工程委員會更新至2025年2月底

| 標案名稱                             | 開工日期   | 預計完工日期 | 最新進度 |
| ------------------------------------ | ---------- | ------------ | -------- |
| 國道3號增設金城交流道工程(第I306S標) | 2023/10/30 | 2027/05/30   | 21.74%   |